# John Batho
Pour les articles homonymes, voir Batho.
John Batho, né le 4 mars 1939 à Beuzeville en Normandie, est un photographe français et professeur en arts plastiques des écoles nationales supérieures d'art. 
En 1977, il obtient le prix Kodak de la critique photographique.

## Biographie
John Batho naît le 4 mars 1939 à Beuzeville. Il se consacre à la photographie artistique à partir de 1961. 
Il étudie les métiers du livre et la restauration d'art et est chef d'atelier aux Archives nationales.
À une époque où prédomine le noir et blanc, il concentre ses recherches sur les qualités plastiques de la couleur. Il est l'un des premiers photographes français se consacrer exclusivement à la couleur, dans un univers où la photographie artistique est avant tout en noir et blanc.
Il est membre du club photographique de Paris, les 30×40.
En 1976, il rencontre Michel Fresson qui lui fait découvrir la richesse du procédé charbon-couleur.
Représenté à partir de 1977 par la galerie Zabriskie à Paris et à New York, ses travaux vont connaître une diffusion internationale. 
En 1980, il rencontre Roland Dufau à la galerie Agathe Gaillard. Ce dernier lui fait découvrir le nouveau Cibachrome.
En 1983, il étudie la relation entre la photographie contemporaine et la réflexion de Gaston Bachelard sur l'image et l'imaginaire. 
Parallèlement à une activité d’enseignant comme chargé de cours à l’Université Paris-VIII (département des Arts plastiques) de 1983 à 1990, John Batho a mené une production artistique,
De 1990 à 2011, il est professeur des Écoles nationales supérieures d'art. 
Ses œuvres sont présentes dans de nombreuses collections publiques et privées, en France et à l’étranger.
Marié à la photographe Claude Batho en 1963, le couple a deux enfants : Marie Angèle et la femme politique Delphine Batho.

### Thèmes et sujets, repères chronologiques
Années 1960
- 1962 - 2007 Chemins creux (inédit)
- 1964 - 1984 Héry, pays de Savoie (inédit)
- 1967 - 1972 Honfleur, couleur locale
- 1967 - 1980 Normandie intime
- 1968 - 1976 Paris - banlieue (inédit)
- 1974 - 1986 Photocolore
- 1978 Buées, fenêtre
- 1977 - 2011 Parasols, plage de couleur
- 1980 - 1982 Manège, couleur de fête
- 1980 - 1984 Giverny
- 1983 - 1985 Burano, la couleur et son lieu
- 1983 - 1990 Venise (inédit)
- 1986 La couleur détachée, photographies - photocollages
- 1989 Ploumanac’h, Éléments
- 1987 - 1990 Papiers froissés
- 1988 - 1992 Papier lumière
- 1990 Nageuses[5]
- 1994 Venise - Vedute
- 1994 - 1996 Écrans
- 1994 - 1996 Surfaces
- 1996 Marges
- 1997 - 1998 Souffles
- 1998 - 1999 Nuages - Peintures
- 1998 Visages
- 1998 Effacés
- 1998 Présents et absents
- 1998 - 1999 Vilnius, ghetto, bus
- 1999 - 2000 Ombres - dessins

Années 2000 
- 2000 Les plantes du concierge
- 2004 - 2009 Sur le sable, Cabourg
- 2005 Instants
- 2005 - 2010 Objets d’art (inédit)
- 2005 - 2015 Négatifs (inédit)
- 2006 Vitrines (inédit)
- 2007 - 2012 Candidats (inédit)
- 2007 - 2008 Passants
- 2008 Lollipop
- 2008 Tom
- 2008 Clem
- 2008 Neige
- 2009 - 2013 Cartes, Atout cœur
- 2009 Cadeaux (inédit)

Années 2010
- 2010 Plastiques
- 2010 Trottoir (inédit)
- 2010 Couleur froide
- 2011 Galets
- 2011 Hom
- 2011 Niqab
- 2011 Collection (inédit)
- 2011 Sweetheart
- 2015 Peinture (inédit)

## Principales expositions depuis 2000

### Expositions personnelles
Années 2000
- 2004 : Chez Jeanne à travers les carreaux, intervention et installation photographique  in situ, La Menuiserie, Rodez
- 2004 : Apparemment léger, Musée Malraux, Le Havre
- 2003 : Qui a peur du rouge, du jaune et du bleu ?, Château de Tanlay, Centre d’art de l’Yonne
- 2002 : Visite privée, Musée Fenaille, Rodez
- 2002 : Présents & Absents, Le Parvis, Scène nationale, Tarbes
- 2002 : Photocouleur-couleurphoto, Espace 1789, Saint-Ouen
- 2002 : Présencia/Ausencia,  Biblioteca Luis Ángel Arango, Bogota (Colombie)
- 2001 : John Batho, séries 1975-2000, Musée Nicéphore-Niépce, Chalon-sur-Saône
- 2000 : Esantys ir nesantys, M.K. Ciurlionis National Museum, Kaunas (Lituanie)
- 2000 : Présents & Absents, Musée Nicéphore-Niépce, Chalon-sur-Saône
- 2000 : Présents & Absents,  Musée Denys-Puech, Rodez

…
- 2009 : Le Champ d’un regard, Bibliothèque nationale de France, Paris
- 2009 : Présence / Absence, galerie Nicolas Silin, Paris
- 2008 : Poses & Passages, Musée des beaux-arts, Dijon
- 2007 : N’y voir que du bleu, Maison Pélissier, Maromme
- 2007 : Venezia vedute Ikona photo gallery, Venise (Italie)
- 2006 : Plages de couleurs, Ikona photo gallery, Venise
- 2006 : Pages de plages, Galerie de la Filature, Mulhouse
- 2005 : Papiers lumière, Surfaces, Buées, Galerie Isselin, Dijon

Années 2010
- 2010 : Salon ArtParis, foire d’art contemporain, Grand Palais, Paris
- 2010 : Couleur froide, galerie Nicolas Silin, Paris
- 2013 : Colors, galerie Nicolas Silin, Paris
- 2013 : Figures fragiles, galerie Nicolas Silin, Paris
- 2011 : Fragiles présences, Centre d’Art La lune en parachute, Épinal
- 2011 : Délices et supplices, galerie Nicolas Silin, Paris
- 2014 : Claude et John Batho, Les promenades photographiques, Musée de Vendôme
- 2015 : Le Deauville de John Batho, galerie Le point de vue, Deauville
- 2015 : Plage de couleurs, galerie Nicolas Silin, Paris
- 2016 : John Batho, Histoire de couleurs 1962-2015 (Festival Normandie Impressionniste 2016), Ville de Caen, Musée de Normandie (Château de Caen), Caen

### Expositions collectives
- 2021 : Couper le son et arrêter le mouvement, une exposition de la Médiathèque de l'architecture et du patrimoine, avec des photographies de John Batho, Marcel Bovis, François Kollar, Jacques-Henri Lartigue, François Le Diascorn, Dolorès Marat, Émile Muller, Jean Pottier, Bruno Réquillart, Willy Ronis, Frères Séeberger, Le Quadrilatère, Centre d'art de Beauvais, dans le cadre des 18e Photaumnales

## Récompenses et distinctions
- 1977 : Prix Kodak de la critique photographique

### Catalogues
Années 1980
- La couleur détachée, Photographies, Photocollages (textes de Alexandre Bonnier et de Jean-Claude Mouton), Marseille, Éd. Bibliothèque municipale, 1986
- Giverny, comme une peinture déjà faite (préface de Françoise Reynaud), Éd. Musée d’Aurillac, 1984
- Burano, la couleur et son lieu  (texte de John Batho et Nadhira Lekehal), Mulhouse, Éd. A.M.C., 1983
- La couleur et son lieu, Deauville, Venise, Burano (texte de Paolo Costantini, John Batho : Il colore come figura), Venise, Éd. Ikona Photo-Gallery, 1983
- Photography 1922-1982, chap. Invented reality  (texte de Jean-Claude Lemagny), Cologne, Catalogue Photokina, 1982
- John Batho (texte de Jean Dieuzaide), Éd. galerie municipale du Château d’eau, Toulouse, 1981
- Dominique Gaessler, « John Batho », dans : Les grands maîtres du tirage, Éditions Contrejour, 1987, p. 119.

Années 1990
- Éléments, les rochers de Ploumanac’h, (photographies et texte de John Batho pour le Conservatoire du Littoral), Paris, Éd. Marval, 1992

Années 2000
- Poses & Passages (texte de François Dominique « Ô mesure d’attente »), Paris, Éd. terrebleue, 2008
- Visite privée (textes de Annie Philippon, John Batho, Philippe-Charles Dubois), Rodez, Éd. Musée Fenaille, 2002
- Esantys ir nesantys (Présents & Absents, texte de Claire Nédellec, Une poétique de l’absence), Éd. Musée Nicéphore Niépce, 2000

Années 2010
- Plage de couleurs (texte de John Batho), Paris, Éd. terrebleue, 2015
- Céline Ernaelsteen (dir.) et Alice Gandin (dir.), John Batho : histoire de couleurs, 1962-2015, Paris, Éd. terrebleue, 2016

### Ouvrages
Années 1980
- Claude Batho, photographe (préface de Sylviane Heftler, entretien avec Françoise Marquet), Éd. des Femmes, Paris, 1982.
- Images imaginées, 12 photographes contemporains et la pensée de Gaston Bachelard (textes en collaboration avec Nadhira Lekehal), Éd. Contrejour, Paris, 1984.
- Photocolore (entretien avec Annie Chambonnet), Éd. Colona, Paris, 1985.
- John Batho (préfaces de Carole Naggar et de Vittorio Sgarbi), Fratelli Alinari Editrice, Florence, 1987.

Années 2000
- Une rétrospective (préface de François Cheval), Éd. Marval, Paris, 2001.

Années 2010
- Atout cœur (textes de John Batho et François Dominique), Éd. Virgile, Paris, 2013.
- Couleur froide (texte de John Batho), Éd. Terrebleue, Paris, 2010.

### En ligne
- (en) The Oxford Companion to the Photograph (lire en ligne)